# Коза (Ярославская область)
Ко́за — село в Пречистенском сельском округе Пречистенского сельского поселения Первомайского района Ярославской области России. 

## География
Село расположено в месте впадения речки Копыл в Козинку (она же Коза) в 23 км на запад от райцентра — посёлка Пречистое.

## История
Упоминается с XVII века, однако, предположительно, имеет более давнюю историю. В начале 1600-х там была сооружена церковь «Рождество Христово... на Козе», сгоревшая в 1714-м, но после ремонта в 1720-30-е гг. какое-то время действовавшая.
В 1790 году построена каменная Христорождественская церковь на средства прихожан. В ней имелось три престола: летний — Рождества Христова, зимние — правый придел во имя Святителя и Чудотворца Николая Мурликийского, левый придел во имя Святителя Алексия, Митрополита Московского Чудотворца. 
Наименование села столетиями колебалось между вариантами по названию церкви («Рождественское», спорадически также «Христо-рождественское») и по названию реки («Коза»). Первый вариант с середины XIX в. стал вытесняться. Если на карте 1798 г. данный населённый пункт был помечен как «Рождественское», то на карте Менде 1855-57 гг. «Рождественское» стояло с добавкой «Коза»; в документах 1870-1890-х гг. также приводилось два названия. К концу XIX в. «Коза» стало единственным вариантом.
В XVII—XVIII вв. село входило в Галичский уезд (имевший иные границы, чем нынешний Галичский район Костромской области). В XIX в., вплоть до 1890-х, относилось к Черностанской волости, а в конце XIX — начале XX веков являлось центром Козской волости Любимского уезда Ярославской губернии.
С 1929 г. село было центром Козского сельсовета Даниловского района, в 1935—1963 годах в составе Пречистенского района, с 1965 года — в составе Первомайского района, с 2005 года — в составе Пречистенского сельского поселения.

## Население
| 1859 | 1914 | 2002 | 2007 | 2010 |
| ---- | ---- | ---- | ---- | ---- |
| 222  | ↗349 | ↗518 | ↘427 | ↗438 |

## Инфраструктура
В селе имеются Козская средняя школа, фельдшерско-акушерский пункт, клуб, библиотека, пункт полиции, отделение почтовой связи. Несколько раз в неделю осуществляется автобусное сообщение с Ярославлем. 

## Достопримечательности
- Сохранившаяся колокольня церкви Рождества Христова (1790)[3].
- Памятник погибшим воинам (открыт в 2002 году)[15].
- Музей [животного] козы с развлекательной программой «Козье подворье»[16].

Примерно в 7 км к северу от Козы, в бывшей деревне Клоково, практически в лесу находится полуразрушенная церковь Святителя Николая Чудотворца (построена в 1830-е).